# Отдел 2
| система                                                                          | отдел        | ярус         | Ниж. граница, млн лет |
| -------------------------------------------------------------------------------- | ------------ | ------------ | --------------------- |
| Ордовик                                                                          | Нижний       | Тремадокский | 486,85 ±1,5           |
| Кембрий                                                                          | Фуронгский   | Ярус 10      | ~491,0                |
| Кембрий                                                                          | Фуронгский   | Цзяншаньский | ~494,2                |
| Кембрий                                                                          | Фуронгский   | Паибский     | ~497,0                |
| Кембрий                                                                          | Мяолинский   | Гужангский   | ~500,5                |
| Кембрий                                                                          | Мяолинский   | Друмский     | ~504,5                |
| Кембрий                                                                          | Мяолинский   | Вулиунский   | ~506,5                |
| Кембрий                                                                          | Отдел 2      | Ярус 4       | ~514,5                |
| Кембрий                                                                          | Отдел 2      | Ярус 3       | ~521,0                |
| Кембрий                                                                          | Терренувский | Ярус 2       | ~529,0                |
| Кембрий                                                                          | Терренувский | Фортунский   | 538,8 ±0,6            |
| Эдиакарий                                                                        | Эдиакарий    | Эдиакарий    | больше                |
| Деление и золотые гвозди в соответствии с IUGS по состоянию на декабрь 2024 года |              |              |                       |

Отдел 2 (англ. Series 2) — ещё неназванный второй отдел кембрийской системы в Международной стратиграфической шкале. Охватывает породы, сформировавшиеся во вторую эпоху кембрийского периода, около 521—509 миллионов лет назад (всего 12 миллионов лет). Располагается над ярусом 2 терренувского отдела и под вулиунским ярусом мяолинского отдела кембрийской системы. Содержит ещё неназванные ярус 3 и ярус 4.
Предполагаемая нижняя граница является первым появлением трилобитов, которое оценочно произошло около 521 миллиона лет назад.

## Наименование
Международная комиссия по стратиграфии (ICS) ещё не присвоила название отделу 2. Новое название частично заменит понятия «нижний кембрий» и «ранний кембрий». В сибирской номенклатуре данный отдел называют «якутским».

## Подразделения
Отдел 2 разделяется ICS на два яруса: ярус 3 и ярус 4, оба пока без формального определения. В сибирской номенклатуре отделу соответствуют три яруса (от нижнего к верхнему): атдабанский, ботомский и тойонский. В целом большинство подразделений этого отдела опираются на биостратиграфию трилобитовых зон.
Ордский ярус (англ. Ordian stage), использующийся в австралийской хроностратиграфической шкале, первоначально считался нижним ярусом мяолинского отдела, но может принадлежать верхней части отдела 2. На момент 2024 года основание ордского яруса ещё не определено.

## Биостратиграфия
Начало второго отдела кембрия ознаменовано появлением трилобитов. Соотнесение этого события на разных континентах оказалось затруднительным, и разрешение данного вопроса имеет важное значение для определения нижней границы отдела 2. В настоящее время древнейшим известным трилобитом является Lemdadella, который знаменует собой начало зоны Fallotaspis.
Конец кембрийского отдела 2 маркируется первым крупным палеозойским вымиранием. Его наиболее вероятными причинами стали изменения в химическом составе океана и глубинной экосистеме. Рубеж отдела 2 и мяолинского отдела соответствует первому крупному вымиранию трилобитов, известному как биомерная граница оленеллид (англ. Olenellid Biomere boundary). Вымерли, в частности, трилобиты семейств Ollenellidae и Redlichiidae в Лаврентии и южном Китае соответственно. Первые O. indicus появляются после этого глобального вымирания, и в тех регионах, где окаменелости O. indicus отсутствуют, граница второго и мяолинского отделов определяется по данным хемостратиграфии.